# Viechtach
Viechtach – miasto w Niemczech, w kraju związkowym Bawaria, w rejencji Dolna Bawaria, w regionie Donau-Wald, w powiecie Regen. Leży w Lesie Bawarskim, około 22 km na północny zachód od miasta Regen, nad rzeką Regen, przy drodze B85 i linii kolejowej Deggendorf – Viechtach.

## Dzielnice
W skład miasta wchodzą następujące dzielnice: Blossersberg, Neunußberg, Schlatzendorf, Schönau, Viechtach i Wiesing.

## Demografia
| Rok  | Liczba mieszk. |
| 1970 | 7 321          |
| 1987 | 8 015          |
| 2000 | 8 581          |

## Oświata
W gminie znajduje się 175 miejsc przedszkolnych (226 dzieci), 2 szkoły podstawowe (48 nauczycieli, 794 uczniów), Realschule i gimnazjum.